# Kei Shibata
Kei Shibata (柴田 峡 Shibata Kei?), född 8 december 1965 i Tokyo prefektur, är en japansk före detta fotbollsspelare och tränare.
Shibata började sin karriär 1988 i All Nippon Airways. Efter All Nippon Airways spelade han för Tokyo Gas.
Shibata har tränat J2 League-klubben, Matsumoto Yamaga FC.